# Belci (leptiri)
Belci (lat. Pieridae) su velika porodica leptira sa oko 76 rodova koja sadrži oko 1,100 vrsta, uglavnom iz tropske Afrike i tropske Azije, sa nekim varijetetima u severnijim regionima Severne Amerike. Većina pieridnih leptira su bele, žute ili narandžaste boje, često sa crnim mrljama. Pigmenti koji ovim leptirima daju izrazito obojenje potiču od otpadnih proizvoda u telu i karakteristični su za ovu porodicu. Smatra se da je engleski naziv „butterfly” nastao po članu ove porodice, sumporno obojenog Gonepteryx rhamni, koga su rani britanski prirodnjaci nazvali „butter-coloured fly” (muva boje maslaca).
Polovi se obično razlikuju, često po paternu ili broju crnih oznaka. Larve (gusenice) nekih vrsta, kao što su Pieris brassicae i Pieris rapae, koje se često viđaju u baštama, hrane se kupusom i zloglasne su poljoprivredne štetočine. Mužjaci mnogih vrsta manifestuju društveno hranjenje na blatu, pri čemu upijaju soli iz vlažnog tla.

## Klasifikacija
Pripadnici porodice Pieridae imaju radijalnu venu na prednjoj strani sa tri ili četiri grane i retko sa pet grana. Prednje noge su dobro razvijene kod oba pola, za razliku od Nymphalidae, a nožne kandže je bifidne, za razliku od Papilionidae.
Kao i Papilionidae, Pieridae takođe imaju lutke koje se drže pod uglom pomoću svilenog pojasa, ali se nalaze na prvom trbušnom segmentu, za razliku od toraksnog pojasa koji se vidi kod Papilionidae. Neke vrste, poput madrona leptira, koje pripadaju ovoj porodici ne pokazuju prisustvo ovog trbušnog svilenog pojasa.

### Potporodice
Porodica Pieridae se generalno deli u sledeće četiri potporodice:
- (šest rodova), uglavnom neotropskih; ova grupa obuhvata nekoliko mimetičkih vrsta. Njihove biljke domaćini su u porodici Fabaceae.[1]
- (55 rodova), beli, žuti, i narandžasti tipovi; mnoge od ovih vrsta su izrazito migratorne. Biljke domaćini su u porodicama Capparidaceae, Brassicaceae, Santalaceae, i Loranthaceae.[1]
- (14 rodova), sumporni ili žuti; mnoge od ovih vrsta su polno dimorfne. Neke, kao što su one u rodu Colias, imaju paterne krila koji su vidljivi samo pod ultraljubičastim svetlom.[1]
- obuhvata samo rod Pseudopontia, koji je ranije smatran monotipskim. Njegova tipska vrsta—ranije jedina vrsta u ovoj potporodici—, je endemska u Zapadnoj Africi.

Prema molekularno filogenetičkim studijma koje su sproveli Brabi et al. (2005), postoje sestrinski odnosi među Pieridae potporodicama ((Dismorphiinae + Pseudopontiinae) + (Coliadinae + Pierinae)).

## Literatura
- Braby, M. F. 2005. Provisional checklist of genera of the Pieridae (Lepidoptera: Papilionidae). Zootaxa 832: 1–16.
- Braby, M., R. Vila, and N. E. Pierce. 2006. Molecular phylogeny and systematics of the Pieridae (Lepidoptera: Papilionoidea: higher classification and biogeography.  Zoological Journal of the Linnean Society. 147 (2): 239—275. Недостаје или је празан параметар |title= (помоћ).
- Carter, David. 2000. Butterflies and Moths (2/ed). Dorling Kindersley, London.  0-7513-2707-7.
- A New Subspecies of Eurema andersoni (Lepidoptera: Pieridae) from South India, O YATA, H GAONKAR - Entomological science, 1999 - ci.nii.ac.jp
- Glassberg, Jeffrey Butterflies through Binoculars, The West (2001)
- James, David G. and Nunnallee, David Life Histories of Cascadia Butterflies (2011)
- Pyle, Robert Michael The Butterflies of Cascadia (2002)